# ولانسورسن
وُلانسورسن (انگلیسی: Volanesorsen) یک داروی کاهش‌دهندهٔ تری‌گلیسرید است. این دارو یک اولیگونوکلئوتید ۲’-O-متوکسی‌اتیل نسل دوم و کایمریکِ بازدارندهٔ عملکردِ آران‌ای است که آران‌ای پیام‌رسان آپولیپوپروتئین سی ۳ را هدف قرار می‌دهد.
این دارو در حال طی کارآزمایی بالینی فاز ۳ برای درمان هیپرتری‌گلیسریدمی، کمبود لیپوپروتئین لیپاز ارثی و لیپودستروفی نسبی ارثی است.

## شیمی
توالی کامل داروی ولانسورسن به شرح زیر است:: 165–6 
3’—A*—G*—mC*—T*—T*—dmC—dT—dT—dG—dT—dmC—dmC—dA—dG—dmC—T*—T*—T*—A*—T*—5’

ساختار شیمیایی

* = ۲’-O-(۲-متوکسی‌اتیل)
m = ۵-متیل
d = ۲’-دئوکسی

## نام‌ها
ولانسورسن یک نام غیراختصاصی بین‌المللی است.